# پریمیر این
پریمیر این (انگلیسی: Premier Inn) شرکت مهمان‌نوازی بریتانیایی است، که در سالر۱۹۸۷ توسط شرکت ویتبرد تأسیس شد.